# Areca brachypoda
Areca brachypoda är en enhjärtbladig växtart som beskrevs av John Dransfield. Areca brachypoda ingår i släktet Areca och familjen Arecaceae. Inga underarter finns listade i Catalogue of Life.